# Djokoiskandarus annulata
Djokoiskandarus annulata (смугаста водяна змія) — вид змій родини гомалопсових (Homalopsidae). Ендемік Нової Гвінеї. Це єдиний представник монотипового роду Djokoiskandarus, названого на честь індонезійського зоолога Джоко Іскандара. Умовно отруйна змія (реальної небезпеки для людини не становить). 

## Поширення і екологія
Смугасті водяні змії мешкають на південному узбережжі Нової Гвінеї, зокрема в гирлі річки Оріомо, а також на сусідніх островах Йос-Сударсо і Дару. Вони живуть в мангрових лісах і прибережних пальмових заростях.